# كلوزية إهليلجية
كلوزية إهليلجية (الاسم العلمي:Clusia elliptica) هي نوع من النباتات تتبع جنس الكلوزية من فصيلة الكلوزية.